# Pragmàtica del 14 de febrer de 1502
La Pragmàtica del 14 de febrer de 1502 (de vegades simplement anomenada Pragmàtica de conversió forçosa) fou una pragmàtica promulgada pels Reis Catòlics el 14 de febrer de 1502 segons la qual es donava a triar als musulmans sotmesos (mudèjars) de la Corona de Castella entre l'exili i la conversió al Cristianisme. Les persones pertanyents a la nova categoria social sorgida a causa d'aquestes conversions (els cristians nous d'origen musulmà) van rebre el nom de moriscos.